# Blaszki amyloidowe

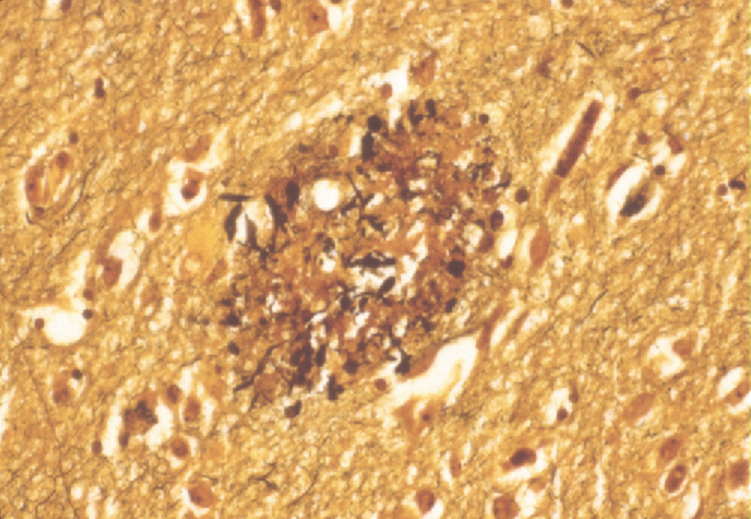
Obraz blaszki amyloidowej w mózgu chorego z chorobą Alzheimera

Blaszki amyloidowe, blaszki (płytki) starcze (ang. senile plaques) – zmiany strukturalne obserwowane w wielu chorobach neurodegeneracyjnych, m.in. w chorobie Alzheimera. Składają się z amyloidu, dystroficznych neurytów oraz komórek astrogleju i mikrogleju.
Według klasyfikacji Wiśniewskiego i Terry′ego (1973) wyróżnia się:
- blaszki prymitywne
- blaszki atypowe
- blaszki wypalone

Blaszki neurytyczne najlepiej widoczne są w metodach impregnacyjnych, takich jak metoda Bodiana, Gallayasa albo Bielschowsky’ego. Słabo widać je w rutynowym barwieniu H-E.
Również z amyloidu składają się blaszki dyfuzyjne, są one jednak pozbawione neurytów. Inne nazwy blaszek dyfuzyjnych to blaszki A, blaszki typu 3, depozyty paraamyloidowe, preblaszki.

## Historia
Jako pierwsi blaszki opisali Bielakow w 1889, Blocq i Marinescu w 1892, Redlich w 1898, Léri w 1906. Simchowicz w 1911 jako pierwszy uznał je za cechę charakterystyczną choroby Alzheimera i wprowadził termin blaszek starczych (plaques seniles).